# 苏洛斯苏圣埃洛夫
苏洛斯苏圣埃洛夫（法語：Soulosse-sous-Saint-Élophe，法語發音：[sulɔs su sɛ̃.t‿elɔf] ⓘ）是法国大東部大區孚日省的一个市镇，属于讷沙托区。

## 地理
苏洛斯苏圣埃洛夫（48°24'33"N, 5°44'21"E）面积19.32 平方千米，位于法国大東部大區孚日省，该省份为法国东北部内陆省份，北起默兹省和默尔特-摩泽尔省，西接上马恩省，南至上索恩省和贝尔福地区省，东临上莱茵省和下莱茵省。
与苏洛斯苏圣埃洛夫接壤的市镇（或旧市镇、城区）包括：欧蒂尼拉图尔、巴维尔、库塞、瑞班维尔、马蒂尼莱热邦沃、默兹河畔马克塞、韦尔河畔蒙塞勒、吕普、讷沙托。

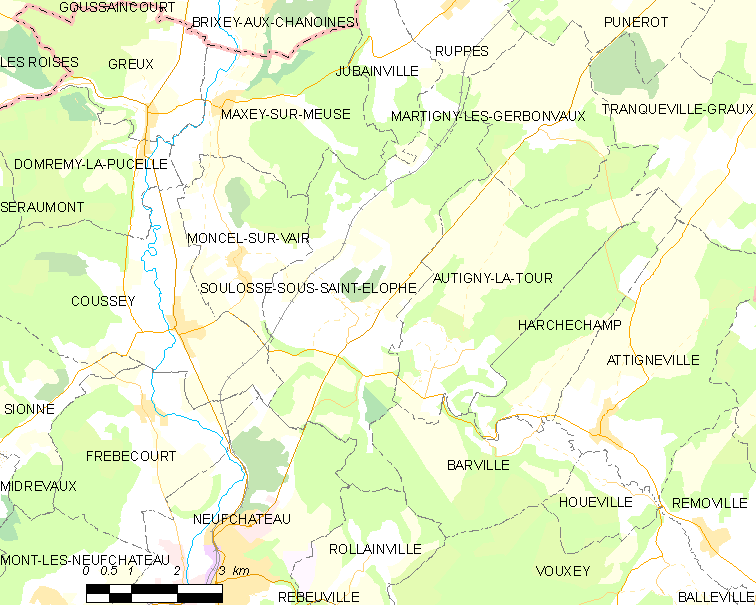
苏洛斯苏圣埃洛夫的OSM定位图

苏洛斯苏圣埃洛夫的时区为UTC+01:00、UTC+02:00（夏令时）。

## 行政
苏洛斯苏圣埃洛夫的邮政编码为88630，INSEE市镇编码为88460。

## 政治
苏洛斯苏圣埃洛夫所属的省级选区为讷沙托县。

## 人口

1962-2008年间苏洛斯苏圣埃洛夫人口变化图示

苏洛斯苏圣埃洛夫于2022年1月1日时的人口数量为653人。